# Slatnik (vrh)
Slatnik (1598 mnm) je eden izmed štirih lahko dostopnih vrhov, ki obrkožajo Soriško planino. Nahaja se nad zahodno stranjo smučišča.